# 295 Terezija
295 Terezija (mednarodno ime 295 Theresia) je asteroid v glavnem asteroidnem pasu. 

## Odkritje
Asteroid je odkril avstrijski astronom Johann Palisa 17. avgusta 1890 na Dunaju . 

## Lastnosti
Asteroid Terezija obkroži Sonce v 4,68 letih. Njegova tirnica ima izsrednost 0,168, nagnjena pa je za 2,698° proti ekliptiki. Njegov premer je 27,72 km, okoli svoje osi se zavrti v 10,70 h .